# UGR
UGR（ユージーアール）は、Unitized Group Ration（ユニタイズド・グループ・レーション）の略称。現在アメリカ軍およびアメリカ国防総省が使用しているユニット式集団用レーションである。主に駐屯地食（ギャリソンレーション）として使用され、野戦食にあたるMREとは区別されるが、UGRの中には野戦食の要素を兼ね備えるものもある。

## 歴史
UGRの導入以前、米軍におけるギャリソンレーションは主にAレーション・Bレーション・Tレーションなどで構成されていた。しかし、これらのレーションはユニット化されていなかったことから品目毎の個別発注を要し、物流管理上の問題を抱えていたことから、1995年頃よりネイティック兵士研究開発技術センター（NSRDEC）とアメリカ陸軍需品科によって、これらの問題を解決しコスト削減と品質向上を両立した新型レーションの開発が行われた。
最初のUGRは1999年に完成し、当初はアメリカ陸軍に試験的に導入され、後に制式採用された。その後、アメリカ空軍・アメリカ海軍・アメリカ海兵隊などのその他部隊でも制式採用に至り、既存のギャリソンレーションを置き換えた。

## 種類
2023年時点では、4種類のUGRが存在する。

### UGR-H&S
UGR-H&SはTレーションの後継で、H&Sは「Heat & Serve」の略称である。UGR-H&Sは1モジュール当たり50食で構成されており、モジュール当たりの保管期限は最低でも80℉（26.6℃）の環境で18か月に設定されている。
主食は調理済みかつ個包装で密閉されており、30～45分間の湯煎によって調理される。UGR-H&Sを調理するために、米軍ではトレイ・レーション・ヒーター（TRH）と呼ばれる、電熱線を用いて水を煮沸する加温装置が採用されている。UGR-H&Sは5種類の朝食メニュー及び10種類の昼食/夕食兼用メニューが用意されており、1食あたりの総熱量は平均1,450kcalとなる。

### UGR-A
UGR-AはAレーションの後継で、UGRの中では唯一冷凍食品を含み、保管および調理には冷蔵設備を要する。UGR-Aは1モジュール当たり50食で構成されており、モジュール当たりの保管期限は最低でも半生鮮モジュールの場合は80℉（26.6℃）・生鮮モジュールの場合は0℉（-17.7℃）の環境で、アメリカ国内では3か月・アメリカ国外では9か月に設定されている。
UGR-Aは7種類の朝食メニュー及び14種類の昼食/夕食兼用メニューが用意されており、1食あたりの総熱量は平均1,450kcalとなる。このほか、正規のUGR-Aの提供が難しい場合や、食事のバリエーションを増やす場合に使用される「Short Order」（UGR-A SO）と呼ばれるメニューも6種類用意されており、こちらはファストフードなどを中心とした構成になっている。

### UGR-M
UGR-MはBレーションの後継で、現在は海兵隊でのみ制式採用されている。導入当初はUGR-Bと呼ばれていた。UGR-Mは1モジュール当たり50食で構成されており、モジュール当たりの保管期限は最低でも80℉（26.6℃）の環境で18か月に設定されている。
UGR-Mは主に未調理の状態でパッケージングされた乾燥食品で構成されており、フィールドキッチンなどで調理することを前提としている。基本的にはメニューに沿った食材が用意されているが、即席でメニューにない料理を調理することも可能な構造になっている。7種類の朝食メニュー及び14種類の昼食/夕食兼用メニューが用意されており、1食あたりの総熱量は平均1,300kcalとなる。

### UGR-E
UGR-E（UGR-Expressとも）は、UGR-H&Sのコンセプトと同等だが、フィールドキッチンやTRHなどといった加熱設備がない場所でも調理できるように加熱機構を内蔵したものである。パッケージ内のタブを引くと化学反応を用いたヒーターが作動して加熱され、UGR-H&Sと同様に30～45分程度の加温で調理が完了する。
UGR-Eは4種類の朝食メニュー及び8種類の昼食/夕食兼用メニューのほか、祝祭日用の特別メニュー1種類が用意されており、1食あたりの総熱量は平均1,300kcalとなる。UGR-Eは1モジュール当たり18食で構成されており、モジュール当たりの保管期限は最低でも80℉（26.6℃）の環境で18か月に設定されている。

## メニュー
UGRのメニューは、全種類とも朝食メニューと昼食/夕食兼用メニューの2種類に大別される。MREと同様にメニューは定期的に切り替えられるようになっており、標準的なアメリカ料理の他に照り焼きやプルコギなどといった料理も含まれる。また、菜食主義者向けのメニューも一部用意されているほか、UGR-Eには前述の通り祝祭日用の特別メニューが用意されている。
UGRモジュールには、メインディッシュに加えてメニュー毎にそれぞれ牛乳・グラノーラなどのシリアル食品・パン・果物・野菜・飲料・調味料などが付属するほか、食器・キッチン用品・使い捨ての食器トレイ・カップ・ナプキン・ゴミ袋が付属している。

## 供給
UGRの製造数は年間で6万個以上に及び、製造は米軍と請負契約を結んだ民間企業に委託されている。供給はアメリカ国防兵站局によって管理されており、供給先は米軍・国防総省およびその他のアメリカ政府機関などにほぼ限られているが、人道支援目的で民間に供給されることもある。

## 反応
米軍の兵士の中では概ね好評であり、MREと比較してUGRの方が美味とされている。特にUGR-Eは評価が高く、これに含まれる祝祭日用の特別メニューは、配備中に感謝祭やクリスマスといった祝祭日を迎え、特別な食事を食べることができない兵士にとっては「士気を高めるもの」として評価されている。一方で風味に課題を残す料理もあり、一例として2005年には米軍の準機関紙「星条旗新聞」において、UGRに含まれる卵料理の風味に関する課題を指摘されたこともある。
また、UGRとMREを混合したり、切り替えながら摂食を続けると便秘を発症するという指摘も上がっている。